# Världsmästerskapen i amatörboxning
Världsmästerskap i amatörboxning genomfördes första gången 1974, då det för första gången ägde rum i Havanna på Kuba.

## Tävlingar

### Herrar
| År   | Upplaga | Plats                               | Datum                     |
| ---- | ------- | ----------------------------------- | ------------------------- |
| 1974 | 1       | Havanna, Kuba                       | 17–30 augusti             |
| 1978 | 2       | Belgrad, SR Serbien, Jugoslavien    | 6–20 maj                  |
| 1982 | 3       | München, Bayern, Västtyskland       | 4–15 maj                  |
| 1986 | 4       | Reno, Nevada, USA                   | 8–18 maj                  |
| 1989 | 5       | Moskva, Ryska SFSR, Sovjet          | 17 september– 1 oktober   |
| 1991 | 6       | Sydney, Nya Sydwales, Australien    | 14–23 november            |
| 1993 | 7       | Tammerfors, Finland                 | 7–16 maj                  |
| 1995 | 8       | Berlin, Tyskland                    | 4–15 maj                  |
| 1997 | 9       | Budapest, Ungern                    | 18–26 oktober             |
| 1999 | 10      | Houston, Texas, USA                 | 15–29 augusti             |
| 2001 | 11      | Belfast, Nordirland, Storbritannien | 3–10 juni                 |
| 2003 | 12      | Bangkok, Thailand                   | 6–13 juli                 |
| 2005 | 13      | Mianyang, Kina                      | 13–20 november            |
| 2007 | 14      | Chicago, Illinois, USA              | 23 oktober – 3 november   |
| 2009 | 15      | Milano, Italien                     | 1–12 september            |
| 2011 | 16      | Baku, Azerbajdzjan                  | 22 september – 10 oktober |
| 2013 | 17      | Almaty, Kazakstan                   | 14–26 oktober             |
| 2015 | 18      | Doha, Qatar                         | 5–18 oktober              |
| 2017 | 19      | Hamburg, Tyskland                   | 25 augusti–3 september    |
| 2019 | 20      | Jekaterinburg, Ryssland             | 8–21 september            |
| 2021 | 21      | Belgrad, Serbien                    | 26 oktober – 6 november   |
| 2023 | 22      | Tasjkent, Uzbekistan                | 1–14 maj                  |

### Damer
| År   | Upplaga | Plats                       | Datum                    |
| ---- | ------- | --------------------------- | ------------------------ |
| 2001 | 1       | Scranton, Pennsylvania, USA | 24 november– 2 december  |
| 2002 | 2       | Antalya, Turkiet            | 21–27 oktober            |
| 2005 | 3       | Podolsk, Ryssland           | 26 september – 2 oktober |
| 2006 | 4       | New Delhi, Indien           | 18–23 november           |
| 2008 | 5       | Ningbo, Kina                | 22–29 november           |
| 2010 | 6       | Bridgetown, Barbados        | 10–18 september          |
| 2012 | 7       | Qinhuangdao, Kina           | 21 maj – 3 juni          |
| 2014 | 8       | Jeju City, Sydkorea         | 13 – 25 november         |
| 2016 | 9       | Astana, Kazakstan           | 19 – 27 maj              |
| 2018 | 10      | New Delhi, Indien           | 15–24 november           |
| 2019 | 11      | Ulan-Ude, Ryssland          | 3–13 oktober             |
| 2022 | 12      | Istanbul, Turkiet           | 8–20 maj                 |
| 2023 | 13      | New Delhi, Indien           | 15–26 mars               |
| 2025 | 14      | Niš, Serbien                | 9–16 mars                |